# Samuele Longo
Samuele Longo (* 12. Januar 1992 in Valdobbiadene) ist ein italienischer Fußballspieler.

## Karriere

### Verein
Longo begann seine Karriere beim FBC Treviso, bevor er 2009 zu Inter Mailand wechselte. Bei Inter wurde er zunächst als Nachwuchsspieler eingesetzt sowie für jeweils eine halbe Saison an den Serie-B-Klub Piacenza Calcio und an das Serie-A-Team CFC Genua ausgeliehen. Bei Genua brachte er es zwar auch nur auf Einsätze als Nachwuchsspieler, dennoch sicherten sich die Genuesen die Hälfte der Transferrechte an dem jungen Stürmer.
Nach seiner Rückkehr nach Mailand wurde er vorerst wieder im Nachwuchs der Nerazzurri (Primavera) eingesetzt und war wichtiger Teil der Mannschaft, welche die NextGen Series, einen Europapokal für Nachwuchsmannschaften, gewinnen konnte. Longo war in diesem Turnier der erfolgreichste Torschütze seiner Mannschaft. Unter anderem brachte er sein Team im Finale gegen die Nachwuchsmannschaft von Ajax Amsterdam mit 1:0 in Führung und verwandelte – nachdem es nach 120 Minuten 1:1 stand – einen Elfmeter im Elfmeterschießen. Betreut wurde diese Mannschaft von Andrea Stramaccioni, der einen Tag nach dem Finale Chef-Trainer bei Inter wurde.
Am letzten Spieltag der Saison 2011/12 gab Longo sein Pflichtspieldebüt für die Nerazzurri, als er von Stramaccioni gegen Lazio Rom eingewechselt wurde. Dennoch lief Longo weiterhin für die Primavera von Inter auf, mit der er am Ende dieser Saison auch die Meisterschaft gewinnen konnte. Im Finale gegen die Jugendmannschaft von Lazio Rom erzielte Longo dabei einen Treffer und zusätzlich wurde er zum besten Spieler des Meisterschaftsturniers gewählt. Knapp zwei Wochen später kaufte Inter von Genua sämtliche Transferrechte an Longo zurück.
In der Saison 2012/13 wechselte Longo auf Leihbasis zum spanischen Erstligisten Espanyol Barcelona. Bereits in seinem ersten Spiel für Espanyol konnte er mit einem Volleyschuss gegen Levante UD sein erstes Tor erzielen.
Zur Saison 2013/14 kehrte Longo nach Italien zurück, wo er an Serie-A-Aufsteiger Hellas Verona ausgeliehen wurde. Bei Hellas wurde Longo aber nur sehr selten eingesetzt und deshalb wechselte er nach einem halben Jahr in Verona auf Leihbasis zum spanischen Verein Rayo Vallecano.
Im Juli 2014 wurde Longo für zwei Jahre an den Serie-A-Verein Cagliari Calcio ausgeliehen.

### Nationalmannschaft
Longo lief bisher für verschiedene Nachwuchsmannschaften Italiens auf. Sein Debüt für die italienische U-21-Nationalmannschaft gab er am 25. April 2012 gegen Schottland. Im selben Spiel erzielte er auch sein erstes Tor für Italiens U-21.